# Hội nghị toàn thể về Cân đo
Hội nghị toàn thể về Cân đo (tiếng Pháp: Conférence générale des poids et mesures, viết tắt CGPM; tiếng Anh: General Conference on Weights and Measures) là tổ chức cao nhất trong ba tổ chức quốc tế được thành lập vào năm 1875 theo điều khoản của Công ước Mét nhằm đại diện cho lợi ích của các quốc gia thành viên. Hai tổ chức còn lại là Văn phòng Cân đo Quốc tế (BIPM) và Ủy ban Quốc tế về Cân đo (CIPM).
Cứ bốn đến sáu năm một lần, Hội nghị lại diễn ra tại xã Sèvres, tây nam Paris, Pháp. Ban đầu mối quan tâm của Hội nghị chỉ là  kilôgam và mét, tuy nhiên từ 1921 tầm bao quát của Hội nghị đã mở rộng để gồm hết các đo lường vật lý và tất cả các khía cạnh của hệ mét. Năm 1960, Hội nghị lần thứ 11 đã thông qua hệ đo lường quốc tế (SI).

## Thành lập
Ngày 20 tháng 5 năm 1875, 17 quốc gia cùng nhau đặt bút ký thông qua một hiệp ước quốc tế gọi là Công ước Mét. Hiệp ước này đã thiết lập ra ba tổ chức đã được nêu tên gọi như trên: Hội nghị toàn thể về Cân đo (CGPM), Văn phòng Cân đo Quốc tế (BIPM) và Ủy ban Quốc tế về Cân đo (CIPM). Trong đó, CGPM có vai trò đại diện cho chính phủ của các nước thành viên. Để làm được điều đó, họ bổ nhiệm thành viên vào CIPM, nhận báo cáo từ CIPM rồi chuyển chúng đến các chính phủ và các phòng thí nghiệm tại các quốc gia thành viên, kiểm tra và chấp thuận (nếu xét thấy được) các đề xuất từ phía CIPM về việc thay đổi hệ đo lường quốc tế (SI), thông qua ngân sách cho BIPM (năm 2012 là trên 10 triệu euro) và quyết định tất cả các vấn đề hệ trọng liên quan đến tổ chức cũng như sự phát triển của BIPM.

### Tiêu chuẩn thành viên
CGPM công nhận hai loại thành viên: thành viên đầy đủ (muốn tham gia các hoạt động của BIPM) và thành viên kết giao (quốc gia hoặc nền kinh tế chỉ muốn tham gia chương trình thỏa thuận công nhận lẫn nhau). Các thành viên kết giao đều có tư cách quan sát viên trong CGPM. Vì tất cả mọi liên lạc giữa các tổ chức hiệp định và các chính phủ quốc gia đều được xử lý bởi đại sứ của các nước thành viên ở Pháp nên bắt buộc quốc gia thành viên phải có quan hệ ngoại giao với Pháp. mặc dù trong thời gian diễn ra hai cuộc chiến tranh thế giới thì các nước đang giao chiến với Pháp cũng vẫn giữ nguyên tư cách thành viên CGPM. Phiên mở màn của mỗi kỳ CGPM đều do Bộ trưởng Bộ Ngoại giao Pháp làm chủ tọa và ở các phiên kế tiếp thì Viện Hàn lâm Khoa học Pháp làm chủ tọa.
Trong số 20 quốc gia tham dự hội nghị về Mét vào năm 1875 thì có 17 đại diện đã ký vào Công ước. Anh Quốc tham gia Công ước vào ngày 17 tháng 9 năm 1884. Theo thời gian con số thành viên cũng dần tăng tiến: 21 thành viên (1900), 32 thành viên (1950) và 49 thành viên (2001). Tính đến ngày 7 tháng 8 năm 2013, có 55 quốc gia thành viên đầy đủ, 38 quốc gia và nền kinh tế thành viên kết giao. Sau đây là danh sách các thành viên; lưu ý số ghi trong ngoặc đơn là năm trở thành thành viên.
Thành viên đầy đủ
 Argentina (1877)

 Úc (1947)

 Áo (1875)

 Bỉ (1875)

 Brasil (1921)

 Bulgaria (1911)

 Canada (1907)

 Chile (1908)

 Trung Quốc (1977)

 Colombia (2012)

 Croatia (2008)

 Cộng hòa Séc (1922)

 Đan Mạch (1875)

 Cộng hòa Dominica (1954)

 Ai Cập (1962)

 Phần Lan (1923)

 Pháp (1875)

 Đức (1875)

 Hy Lạp (2001)

 Hungary (1925)

 Ấn Độ (1957)

 Indonesia (1960)

 Iran (1975)

 Ireland (1925)

 Israel (1985)

 Ý (1875)

 Nhật Bản (1885)

 Kazakhstan (2008)

 Kenya (2010)

 Malaysia (2001)

 México (1890)

 Hà Lan (1929)

 New Zealand (1991)

 Na Uy (1875)

 Pakistan (1973)

 Ba Lan (1925)

 Bồ Đào Nha (1876)

 România (1884)

 Nga (1875)

 Ả Rập Xê Út (2011)

 Serbia (2001)

 Singapore (1994)

 Slovakia (1922)

 Nam Phi (1964)

 Hàn Quốc (1959)

 Tây Ban Nha (1875)

 Thụy Điển (1875)

 Thụy Sĩ (1875)

 Thái Lan (1912)

 Tunisia (2012)

 Thổ Nhĩ Kỳ (1875)

 Anh Quốc (1884)

 Hoa Kỳ (1878)

 Uruguay (1908)

 Venezuela (1879)
Ghi chú
1. ↑  Gia nhập khi còn là một phần của Đế quốc Áo-Hung
2. ↑  Gia nhập khi còn là một phần của Tiệp Khắc
3. ↑  Gia nhập khi còn là một phần của Liên minh giữa Thụy Điển và Na Uy
4. ↑  Gia nhập khi còn là một phần của Đế quốc Nga
5. ↑  Gia nhập khi còn là một phần của Tiệp Khắc
6. ↑  Gia nhập khi còn là một phần của Liên minh giữa Thụy Điển và Na Uy
7. ↑  Gia nhập khi còn là một phần của Đế quốc Ottoman

Thành viên kết giao
Tại Hội nghị lần thứ 21 (tháng 10 năm 1999), CGPM đặt ra loại thành viên mới gọi là "thành viên kết giao" (associate) dành cho các quốc gia hay nền kinh tế chưa là thành viên của BIPM cũng như dành cho các liên minh kinh tế.
 Albania (2007)

 Bangladesh (2010)

 Belarus (2003)

 Bolivia (2008)

 Bosna và Hercegovina (2011)

 Botswana (2012)

 Caribe (2005)

Trung Hoa Đài Bắc (2002)

 Costa Rica (2004)

 Cuba (2000)

 Ecuador (2000)

 Estonia (2005)

 Gruzia (2008)

 Ghana (2009)

 Hồng Kông (2000)

 Jamaica (2003)

 Latvia (2001)

 Litva (2001)

 Macedonia (2006)

 Malta (2001)

 Mauritius (2010)

 Mông Cổ (2013)

 Montenegro (2011)

 Namibia (2012)

 Oman (2012)

 Panama (2003)

 Paraguay (2009)

 Perú (2009)

 Philippines (2002)

 Moldova (2007)

 Seychelles (2010)

 Slovenia (2003)

 Sri Lanka (2007)

 Syria (2012)

 Ukraina (2002)

 Việt Nam (2003)

 Zambia (2010)

 Zimbabwe (2010)

## Các kỳ hội nghị
| Lần thứ 1 (1889)  | Chọn một Kilôgam nguyên mẫu quốc tế (một hình trụ kim loại làm bằng platin-iridi) và Mét nguyên mẫu quốc tế (một thanh kim loại có dạng đan chéo chữ X làm bằng platin-iridi) từ lô hàng sản xuất hàng loạt của công ty Anh Johnson Matthey. Chọn ngẫu nhiên các bản sao của hai mẫu vật này để làm bản sao thừa nhận; phân phối các bản sao còn lại (chọn ngẫu nhiên) đến các quốc gia thành viên. Các nguyên mẫu và bản sao thừa nhận đều được lưu giữ tại Văn phòng Cân đo Quốc tế. |
| Lần thứ 2 (1897)  | Không thông qua nghị quyết nào. |
| Lần thứ 3 (1901)  | Tái định nghĩa lít là thể tích của một 1 kg nước. Làm rõ rằng kilôgam là đơn vị đo khối lượng; định nghĩa "khối lượng chuẩn"; định nghĩa gia tốc chuẩn của trọng lực bằng cách định nghĩa chi tiết và sử dụng kilôgam-lực. |
| Lần thứ 4 (1907)  | Định nghĩa cara là bằng 200 mg. |
| Lần thứ 5 (1913)  | Đề xuất Thang nhiệt độ quốc tế |
| Lần thứ 6 (1921)  | Xét lại Công ước Mét |
| Lần thứ 7 (1927)  | Thành lập Ủy ban tư vấn về Điện học (CCE) |
| Lần thứ 8 (1933)  | Nhận diện nhu cầu cần phải có đơn vị điện tuyệt đối. |
| Lần thứ 9 (1948)  | Định nghĩa ampe, bar, coulomb, farad, henry, joule, newton, ohm, vôn, watt và weber. Chọn tên "độ Celsius" từ trong số ba tên gọi được đề xuất để làm tên đơn vị đo nhiệt độ. Ký hiệu chữ e lờ in thường (l) được dùng làm ký hiệu cho đơn vị lít. Chấp nhận cả dấu phẩy và dấu chấm làm dầu phân cách phần thập phân. Đổi ký hiệu của stere và giây. Đề xuất cùng quay về dùng thang dài khi đặt tên các số cơ số 10, tuy nhiên không chấp nhận.                                      |
| Lần thứ 10 (1954) | Định nghĩa kelvin, átmốtphe tiêu chuẩn. Bắt đầu lập Hệ đơn vị quốc tế (mét, kilôgam, giây, ampe, kelvin, candela). |
| Lần thứ 11 (1960) | Định nghĩa lại mét theo bước sóng ánh sáng. Chấp nhận các đơn vị hertz, lumen, lux, tesla. Hệ mét dựa trên mét-kilôgam-giây-ampe được ký hiệu chính thức là SI, viết tắt của Système International d'Unités, đồng thời ban hành "hệ mét hiện đại hóa". Xác nhận các tiền tố picô, nanô, micrô, mêga, giga và têra. |
| Lần thứ 12 (1964) | Khôi phục định nghĩa ban đầu 1 lít = 1 dm³. Chấp nhận các tiền tố atô và femtô. |
| Lần thứ 13 (1967) | Định nghĩa lại giây: là khoảng thời gian bằng 9 192 631 770 lần chu kỳ của bức xạ điện từ phát ra bởi nguyên tử Cs-133 khi thay đổi trạng thái giữa hai mức năng lượng đáy siêu tinh vi tại nhiệt độ 0 K. Đổi tên độ Kelvin thành kelvin. Tái định nghĩa candela. |
| Lần thứ 14 (1971) | Định nghĩa mol - một đơn vị cơ bản trong SI mới. Phê chuẩn pascal và siemens làm đơn vị đo áp suất và đơn vị đo độ dẫn điện. |
| Lần thứ 15 (1975) | Chấp nhận các tiền tố pêta và êxa. Chấp nhận gray và becquerel làm đơn vị bức xạ trong SI. |
| Lần thứ 16 (1979) | Định nghĩa candela và sievert. Tạm thời cho phép dùng cả l và L làm ký hiệu cho lít. |
| Lần thứ 17 (1983) | Tái định nghĩa mét: là khoảng cách mà ánh sáng truyền được trong chân không trong khoảng thời gian của 1 / 299 792 458 giây. |
| Lần thứ 18 (1987) | Thông qua giá trị quy ước dành cho hằng số Josephson, KJ và hằng số von Klitzing, RK, dọn đường cho các định nghĩa thay thế dành cho ampe và kilôgam. |
| Lần thứ 19 (1991) | Chấp nhận các tiền tố mới: yóctô, zeptô, zêta và yôta. |
| Lần thứ 20 (1995) | Đưa radian và steradian từ nhóm các đơn vị bổ sung trong SI sang nhóm đơn vị dẫn xuất. |
| Lần thứ 21 (1999) | Thông qua đơn vị dẫn xuất SI mới là katal (= Mol/giây) làm đơn vị hoạt độ chất xúc tác. |
| Lần thứ 22 (2003) | Tái khẳng định rằng cả dấu chấm và dấu phẩy đều chỉ là dấu ngăn cách phần thập phân chứ không phải là các dấu để ngăn cách số cho dễ đọc. Nguyên văn: "có thể chia số thành từng nhóm ba số một để dễ đọc; không dùng dấu chấm hay dấu phẩy giữa các khoảng cách này." |
| Lần thứ 23 (2007) | Làm rõ định nghĩa kelvin. Thảo luận các suy nghĩ về việc xét lại các đơn vị cơ bản. |
| Lần thứ 24 (2011) | Đề xuất định nghĩa SI mới. Chấp nhận về mặt nguyên tắc đối với việc tái định nghĩa kilôgam theo hằng số Planck, đã đạt được các tiêu chí kỹ thuật nhất định. |